# VR Tka8
Die Baureihe Tka8 waren ursprünglich von Valmet hergestellte dieselhydraulische Lokomotiven für die finnische Staatseisenbahn Valtionrautatiet. Von den 40 gebauten Exemplaren der Baureihe VR Tve4, die hauptsächlich für leichte Rangierarbeiten bestimmt waren, wurden zwischen 2000 und 2003 für den Eisenbahnbau-, Straßenbahnbau- und Gleisinstandhaltungsbetrieb Oy VR-Rata Ab, der nach der Aufteilung von Valtionrautatiet 1995 entstand, 25 Stück umgebaut.

## Geschichte
Die 25 Lokomotiven wurden in den Werkstätten Kuopio (561–576) und Pieksämäki in Bahndienstfahrzeuge umgebaut, die für schwere Gleisarbeiten und zum Ziehen von Arbeitszügen bestimmt sind. Sie erhielten die Baureihenbezeichnung Tka8. Bei den Umbauarbeiten wurden sie unter anderem mit dem finnischen Zugbeeinflussungssystem JKV-STM ausgerüstet und erhielten einen Kran.
| Tve4 | Tka8 | Umbautermin    | Besonderes                                                                                       |
| ---- | ---- | -------------- | ------------------------------------------------------------------------------------------------ |
| 536  | 561  | April 2000     | an GoTrack OÜ, Estland, Tka8-27, 99 2694 59003-3, seit 2021 wieder in Finnland                   |
| 529  | 562  | Juli 2000      | an GoTrack OÜ, Estland, Tka8-20, 99 2694 59001-7, seit 2021 wieder in Finnland, 98 10 8008 562-5 |
| 532  | 563  | September 2000 | VR Track, ab 2019 NRC Group Finland                                                              |
| 528  | 564  | Oktober 2000   | an Eesti Raudtee AS, Estland, 99 2694 59002-5                                                    |
| 533  | 565  | November 2000  | im Juli 2021 an GoTrack OÜ, Estland, nicht mehr im Einsatz                                       |
| 540  | 566  | Dezember 2000  | VR Track, ab 2019 NRC Group Finland                                                              |
| 530  | 567  | Januar 2001    | VR Track, ab 2019 NRC Group Finland, am 26. Oktober 2020 an VR FleetCare                         |
| 535  | 568  | Februar 2001   | VR Track, ab 2019 NRC Group Finland                                                              |
| 538  | 569  | April 2001     | VR Track, ab 2019 NRC Group Finland                                                              |
| 539  | 570  | Juni 2001      | VR Track, ab 2019 NRC Group Finland, nicht mehr im Einsatz                                       |
| 526  | 571  | September 2001 | VR Track, ab 2019 NRC Group Finland                                                              |
| 534  | 572  | Oktober 2001   | VR Track, ab 2019 NRC Group Finland                                                              |
| 537  | 573  | November 2001  | VR Track, im August 2001 an GoTrack OÜ, Estland, 99 2694 59004-1                                 |
| 527  | 574  | April 2002     | VR Track, ab 2019 NRC Group Finland                                                              |
| 531  | 575  | September 2002 | VR Track, ab 2019 NRC Group Finland                                                              |
| 525  | 576  | Februar 2002   | VR Track, ab 2019 NRC Group Finland, 98 10 8008 576-5                                            |
| 518  | 577  | April 2002     | VR Track, ab 2019 NRC Group Finland                                                              |
| 519  | 578  | Juni 2002      | VR Track, ab 2019 NRC Group Finland, am 26. Oktober 2020 an VR FleetCare                         |
| 524  | 579  | November 2001  | VR Track, ab 2019 NRC Group Finland                                                              |
| 520  | 580  | Mai 2003       | VR Track, ab 2019 NRC Group Finland                                                              |
| 503  | 581  | 2003           | VR Track, ab 2019 NRC Group Finland                                                              |
| 521  | 582  | Februar 2003   | VR Track, ab 2019 NRC Group Finland, 98 10 8008 582-3                                            |
| 523  | 583  | Februar 2003   | VR Track, ab 2019 NRC Group Finland                                                              |
| 522  | 584  | Februar 2003   | VR Track, ab 2019 NRC Group Finland                                                              |
| 517  | 585  | Februar 2003   | VR Track, ab 2019 NRC Group Finland                                                              |

Die Höchstgeschwindigkeit wurde nach dem Umbau auf 80 km/h erhöht. Für Schneeräumarbeiten können die Fahrzeuge mit Schneepflügen ausgestattet werden.

## Modernisierungen
Tka8 576 und 582 wurden 2018 einer umfassenden Modernisierung unterzogen, mit der VR Track die Benutzerfreundlichkeit, Zuverlässigkeit und Arbeitsbedingungen verbessern will. Die Umbauarbeiten wurden von Teräspyöra Oy in Voikkaa durchgeführt. Zu den Änderungen gehören die Erhöhung des Gesamtgewichts von 34 Tonnen auf 44 Tonnen, eine verbesserte Motorleistung von 295 kW auf 405 kW mit einem neuen Scania-Dieselmotor und Einbau einer Mehrfachtraktionseinrichtung.
Nach der Modifikation können die gleichen Schneepflüge und Bürsten verwendet werden wie beim Tka7. Im Sommer werden die Schneepflüge durch Zusatzgewichte ersetzt. Das hintere Aggregat wird wie bisher genutzt, der selten genutzte Ladekran wurde entfernt und neue Fahr- und Arbeitsscheinwerfer montiert. Im Führerhaus wurde eine Klimaanlage eingebaut und die Heizung verbessert.
Alle 2019 bei VR Track vorhandenen Maschinen wurden beim Verkauf an NRC Group Finland übernommen.

## Fahrzeugbewegungen
- Tka8 567 und 578 wurden am 26. Oktober 2020 von NRC an VR FleetCare (früher VR Kunnosapito Oy) verkauft. Sie werden für den Transport von U-Bahnzügen in Helsinki verwendet.[5]
- Seit dem Frühjahr 2021 setzt GoTrack Tka8 561 und 562 wieder in Finnland ein.[6]